# Ga đường sắt Đài Trung
Ga Đài Trung (tiếng Trung: 臺中車站; bính âm: Táizhōng Chēzhàn) là một nhà ga ở Đài Trung, Đài Loan phục vụ bởi Cục Đường sắt Đài Loan.